# Вежхи-Клюцькі
Вежхи-Клюцькі (пол. Wierzchy Kluckie) — село в Польщі, у гміні Клюки Белхатовського повіту Лодзинського воєводства.
Населення — 81 особа (2011).
У 1975-1998 роках село належало до Пйотрковського воєводства.

## Демографія
Демографічна структура станом на 31 березня 2011 року:
|          | Загалом | Допрацездатний вік | Працездатний вік | Постпрацездатний вік |
| -------- | ------- | ------------------ | ---------------- | -------------------- |
| Чоловіки | 34      | 6                  | 24               | 4                    |
| Жінки    | 47      | 14                 | 23               | 10                   |
| Разом    | 81      | 20                 | 47               | 14                   |